# Zaprionus
Zaprionus este un gen de muște din familia Drosophilidae.

## Specii[1]
- Zaprionus arduus
- Zaprionus armatus
- Zaprionus aungsani
- Zaprionus badyi
- Zaprionus beninensis
- Zaprionus burlai
- Zaprionus camerounensis
- Zaprionus campestris
- Zaprionus capensis
- Zaprionus cercociliaris
- Zaprionus cercus
- Zaprionus davidi
- Zaprionus enoplomerus
- Zaprionus flavofasciatus
- Zaprionus fumipennis
- Zaprionus ghesquierei
- Zaprionus grandis
- Zaprionus hoplophorus
- Zaprionus indianus
- Zaprionus inermis
- Zaprionus kolodkinae
- Zaprionus koroleu
- Zaprionus lineosus
- Zaprionus litos
- Zaprionus mascariensis
- Zaprionus megalorchis
- Zaprionus momorticus
- Zaprionus montanus
- Zaprionus multistriatus
- Zaprionus multivittiger
- Zaprionus neglectus
- Zaprionus niabu
- Zaprionus obscuricornis
- Zaprionus orissaensis
- Zaprionus ornatus
- Zaprionus proximus
- Zaprionus pyinoolwinensis
- Zaprionus seguyi
- Zaprionus sepsoides
- Zaprionus serratus
- Zaprionus sexstriatus
- Zaprionus sexvittatus
- Zaprionus silvistriatus
- Zaprionus simplex
- Zaprionus spineus
- Zaprionus spinilineosus
- Zaprionus spinipes
- Zaprionus spinipilus
- Zaprionus spinoarmatus
- Zaprionus spinosus
- Zaprionus taronus
- Zaprionus tenuirostris
- Zaprionus tsacasi
- Zaprionus tuberarmatus
- Zaprionus tuberculatus
- Zaprionus verruca
- Zaprionus vittiger
- Zaprionus vrydaghi